# 향동역
향동역(香洞驛)은 경기도 고양시 덕양구에 위치할 수도권 전철 경의·중앙선의 전철역이다. 대한민국 국토교통부에서 운천역과 함께 향동역 건립을 추진하였다. 기존에 깔려 있는 철길을 이용하고 역사만 새롭게 짓기 때문에 비교적 완공이 빠른 편이다. 2026년에 착공하여 2028년에 완공된다. 향동지구 주민들의 편의를 위하여 건설되며 개통일은 2028년이다.

## 역사
- 2020년 4월 10일 : 국토교통부에서 향동역 신설 승인
- 2023년 상반기 : 설계 공모
- 2026년 : 착공
- 2028년 : 개통 예정

## 역 인근
- 향동숲내초등학교
- 향동고등학교
- 수색119안전센터
- 현대자동차 수색대리점
- 성불사(고양시)